# 雷肖恩·特里
雷肖恩·特里（英語：Reyshawn Terry，1984年4月7日—），生于北卡罗来纳州的温莎，美国职业篮球运动员，司职小前锋和大前锋。

## 学校时期
高中时期是北卡州及全国的最佳小前锋之一，特里大学时期就读于北卡罗莱纳大学，他有着出色的臂长、身体素质、爆发力和速度，他良好的弹跳能力和控制空能力是NBA最为需要和看重的。特里在NCAA中三分球投篮次数不多但是命中率经常高于50%，打球风格也较为无私。

## NBA生涯
在2007年NBA选秀中第二轮第44顺位被奥兰多魔术选中，随后达拉斯小牛用第60顺位的米洛万·拉科维奇和现金优惠换得了特里。